# Gaëtan Duval
Pour les articles homonymes, voir Duval.
Charles Gaëtan Duval, plus connu sous le nom de Gaëtan Duval, né le 9 octobre 1930 à Beau-Bassin Rose-Hill et mort le 5 mai 1996 à Grand-Gaube, est un avocat et homme politique mauricien, chef de file du Parti mauricien social démocrate de 1967 à sa mort.
Leader charismatique et représentatif de la bourgeoisie créole, il est député à partir de 1960 et plusieurs fois ministre sous les gouvernements de Seewoosagur Ramgoolam et Anerood Jugnauth. Il reste dans les mémoires comme ministre mauricien du Tourisme de 1967 à 1973, puis de 1986 à 1988.
Il est l'une des personnalités politiques les plus connues à l'île Maurice et à l'étranger, ayant particulièrement contribué à faire du pays une destination prisée par les touristes fortunés. Sa popularité lui vaut le surnom de « roi des Créoles » auprès de la population mauricienne.
Adversaire de l'indépendance aux côtés de Jules Koenig, Duval engage par la suite son parti dans un gouvernement d'unité nationale avec le Parti travailliste de Sir Seewoosagur Ramgoolam dès 1969.
Ses différends avec le Mouvement militant mauricien de Paul Bérenger et ses frasques en tant qu'homme politique en ont fait un personnage controversé, parfois qualifié de « démagogue » et entretenant une proximité avec le milieu des affaires et l'élite franco-mauricienne de l'île. Il est enterré au cimetière de Saint-Jean à Quatre-Bornes et fait toujours l'objet d'homélies régulières de la part des partisans du Parti mauricien social démocrate et de ses sympathisants.

## Biographie
Gaëtan Duval naît à Rose Hill le 9 octobre 1930. Son père Charles est fonctionnaire et sa mère Rosina, femme au foyer. À la mort de son père en 1933, alors qu'il n'a que trois ans, c'est son oncle Raoul qui l'élève. Le jeune Duval fréquente l'école primaire Saint-Enfant-Jésus RCA et le Collège royal de Curepipe. Il étudiera ensuite le droit à la faculté de droit de Paris.
Il est considéré, au niveau international, comme étant l'un des avocats les plus chevronnés de son temps. Duval est aussi un passionné de sport équestre, fin gourmet et bon vivant. À sa mort, beaucoup de Mauriciens l'appellent le Roi des Créoles.
Sa biographie, autorisée par la famille Duval et écrite par Marcel Lindsay Noë, L'Enfant Terrible de l'île Maurice, a été publiée en 2004.

## Carrière politique
Après ses études de droit à la Sorbonne, il se lance dans l'arène politique mauricienne aux côtés de Jules Koenig, fondateur du PMSD. Ce parti prône l'adhésion au sein du Royaume-Uni alors que le Parti de l'Indépendance de Seewoosagur Ramgoolam se bat pour l'indépendance du pays. Le PMSD perd les élections d'août 1967, mais intègre le gouvernement d'unité nationale formé en décembre 1969.
Duval occupe divers postes de ministre dans les gouvernements de Seewoosagur Ramgoolam et par la suite d'Anerood Jugnauth. Il occupe le poste le leader de l'opposition en quatre occasions et meurt le 5 mai 1996 en tant que tel. Il fut aussi le premier Lord Maire de Port Louis. Gaëtan Duval contribua grandement au développement du secteur textile et touristique de Maurice pendant les années 1980. De nos jours, ces deux secteurs sont les poumons de l'économie mauricienne.
Avec Anerood Jugnauth et Vishnu Lutchmeenaraidoo, Gaëtan Duval est considéré comme l'un des grands contributeurs au développement de Maurice.

Il avait de très bonnes relations avec des politiciens et hommes de pouvoir étrangers (Omar Bongo, Jacques Chirac, Charles Pasqua, Jean-Marie Le Pen par exemple).
Il est le père de deux enfants, Xavier-Luc Duval, lui-même politicien et fondateur de son propre parti, le Parti mauricien Xavier Duval (PMXD), et Richard Duval qui fait partie du PMSD. Le père et le fils s'affrontèrent dans les années 1990 pour le nom et l'emblème, le coq, du PMSD. La justice mauricienne trancha en faveur de Gaëtan Duval.
Le PMSD est aujourd'hui réuni sous Xavier-Luc Duval qui a dissous son parti, le PMXD. En 2010, le PMSD fait alliance avec le Parti travailliste du docteur Navin Ramgoolam. Les fils des deux tribuns réunis politiquement comme leurs pères l'avaient fait en 1969.
En mai 2011, on a célébré le quinzième anniversaire de sa mort.

## Postérité et distinctions
En reconnaissance de son action politique et judiciaire, la Légion d'honneur lui fut décernée par la France et il fut anobli par la reine Élisabeth II. À Maurice, plusieurs infrastructures portent son nom, dont l'école hôtelière d'Ébène et le stade de la municipalité de Rose Hill. Le 4 octobre 2007, le Conseil des ministres a par ailleurs annoncé que l'aéroport de Plaine Corail de Rodrigues serait rebaptisé « Aéroport Sir Gaëtan Duval », en hommage à ce dernier, qui avait grandement contribué à l'essor économique de l'île, surtout dans le domaine touristique.